# Râul Bacta Mare
Râul Bacta Mare (uneori numit doar Râul Bacta) (maghiară Nagy Bakta-patak) este un curs de apă, afluent al râului Mureș. 

## Hărți
- Harta Județul Harghita
- Harta Munții Giurgeu  Arhivat în 27 septembrie 2007, la Wayback Machine.